# Adiantum mariesii
Adiantum mariesii är en kantbräkenväxtart som beskrevs av Bak. Adiantum mariesii ingår i släktet Adiantum och familjen Pteridaceae. Inga underarter finns listade.